# Santa Tecla de Basto
Santa Tecla de Basto ist ein Ort und eine ehemalige Gemeinde (Freguesia) im Norden Portugals.
Santa Tecla de Basto gehört zum Kreis Celorico de Basto im Distrikt Braga. Die Gemeinde hatte eine Fläche von 3,2 km² und 213 Einwohner (Stand 30. Juni 2011).
Am 29. September 2013 wurden die Gemeinden Basto (Santa Tecla) und Carvalho zur neuen Gemeinde União das Freguesias de Carvalho e Basto (Santa Tecla) zusammengeschlossen.